# إنقاذ اليهود خلال الهولوكوست
خلال الحرب العالمية الثانية، تلقى اليهود وغيرهم من الجماعات المساعدة من بعض الأفراد والمجموعات للهروب من الهولوكوست التي قامت بها ألمانيا النازية. أحد الأمثلة المعروفة هو أوسكار شيندلر، وهو واحد من آلاف الأشخاص الذين اعتُرف بمساعدتهم.
منذ عام 1953، اعترفت ذكرى المحرقة اليهودية، ياد فاشيم، بنحو 26973 شخصًا كصالحون بين الأمم (هو مُصطلح أُطلق على سكان أوروبا وشمال أفريقيا من غير اليهود لتكريم الذين ساعدوا في إنقاذ اليهود خلال محرقة الهولوكوست). تعترف هيئة «ياد فاشيم» لإحياء ذكرى شهداء وأبطال الهولوكوست، والتي يرأسها قضاء المحكمة العليا الإسرائيلية، بأن المنقذين لليهود هم الصالحين بين الأمم.

## حسب البلد

### بولندا
كان عدد السكان اليهود في بولندا كبيرًا جدًا، ووفقًا لنورمان ديفيز، قُتل وأُنقذ عددٌ أكبر من اليهود في بولندا أكثر من أي دولة أخرى: يُقدَّر رقم الإنقاذ عادةً ما بين 100,000 إلى 150,000. النصب التذكاري في معسكر بيلزك للإبادة يحيي ذكرى 600,000 قتيل يهودي و 1500 بولندي حاولوا إنقاذ اليهود. كُرم الآلاف في بولندا بصفتهم الصالحين بين الأمم من قبل ياد فاشيم، ما يشكل أكبر وحدة وطنية. كتب مارتن جيلبرت أن «البولنديين الذين خاطروا بحياتهم لإنقاذ اليهود كانوا استثناءً بالفعل. ويمكن العثور عليهم في جميع أنحاء بولندا، في كل بلدة وقرية».
حتى نهاية الهيمنة الشيوعية، كان الكثير من تاريخ الهولوكوست في بولندا التي احتلتها ألمانيا مختبئًا خلف حجاب الستار الحديدي. أثناء الاحتلال النازي في الحرب العالمية الثانية، كانت بولندا الدولة الوحيدة التي يُعاقب فيها بالإعدام على أي مساعدة تُقدم إلى شخص من دين أو من أصل يهودي. ومع ذلك، اعتُرف بنحو 6532 رجلًا وامرأة (أكثر من أي بلد آخر في العالم) كمنقذين من قبل ياد فاشيم في إسرائيل.
كانت بولندا أثناء الهولوكوست في الحرب العالمية الثانية تحت سيطرة العدو بشكل كامل: في البداية احتل الألمان نصف بولندا، مثل الحكومة العامة ومفوضية الرايخ أوستلاند، والنصف الآخر احتله السوفييت، جنبًا إلى جنب مع أراضي اليوم بيلاروس وأوكرانيا. تتضمن قائمة المواطنين البولنديين المعترف بهم رسميًا بصفتهم الصالحين بين الأمم 700 اسمًا لأولئك الذين فقدوا حياتهم أثناء محاولتهم لمساعدة جيرانهم اليهود. كانت هناك أيضًا مجموعات، مثل منظمة زيغوتا البولندية، التي اتخذت خطوات جذرية وخطيرة لإنقاذ الضحايا. كان فيتولد بيلكي، عضوًا في أرميا كريوفا (وتعني جيش الوطن)، الجيش البولندي المحلي، حيث نظم حركة مقاومة في أوشفيتز من عام 1940، وحاول جان كارسكي نشر أخبار الهولوكوست.
عندما اكتشفت استخبارات جيش الوطن المصير الحقيقي لعمليات النقل التي تغادر الحي اليهودي، أُنشئ مجلس لمساعدة اليهود، زيغوتا، في أواخر عام 1942 بالتعاون مع جماعات الكنيسة. أنقذت المنظمة الآلاف. رُكز على حماية الأطفال، حيث كان من المستحيل تقريبًا التدخل المباشر ضد وسائل النقل الخاضعة لحراسة مشددة. حُضرت أوراق مزورة ووُزع الأطفال على البيوت الآمنة وشبكات الكنائس. أسست الحركة سيدتان: الكاتبة والناشطة الكاثوليكية زوفيا كوتساك تشوتزكا والاشتراكية فاندا فيليبوفيتش. كان بعض أعضائها منخرطين في الحركات القومية البولندية، التي كانت هي نفسها مناهضة لليهود، لكنها أصيبت بالذهول من وحشية عمليات القتل الجماعي النازي. في احتجاج عاطفي قبل تأسيس المجلس، كتبت كوتساك أن عمليات القتل العرقي التي ارتكبها هتلر جريمة لا يمكن السكوت عنها. في حين أن الكاثوليك البولنديين ربما لا يزالون يشعرون بأن اليهود «أعداء لبولندا»، كتبت كوتساك أن الاحتجاج كان مطلوبًا: «يطلب الله منا هذا الاحتجاج... إنه مطلوب من الضمير الكاثوليكي... دماء الأبرياء تدعو للثأر من أجل الجنة».
في قضية زيغوتا 1948-1949، حاكم النظام المدعوم من ستالين، والذي تأسس في بولندا بعد الحرب، وسجن كبار الناجين من زيغوتا كجزء من حملة للقضاء وتشويه سمعة أبطال المقاومة الذين قد يهددون النظام الجديد.
كما تلقى اليهود مساعدة من دبلوماسيين خارج بولندا. كانت مجموعة وادوش مجموعة من الدبلوماسيين البولنديين والنشطاء اليهود الذين أنشأوا في سويسرا نظامًا غير قانوني لإنشاء جوازات سفر أمريكية لاتينية بهدف إنقاذ يهود أوروبا من الهولوكوست. حصل حوالي 10,000 يهودي على مثل هذه الجوازات، أُنقذ أكثر من 3000 منهم. وُثقت جهود المجموعة في أرشيف آيس. ساعد هنريك سوافيك اليهود في المجر، حيث ساعد في إنقاذ أكثر من 30 ألف لاجئ بولندي، من بينهم 5000 يهودي بولندي من خلال منحهم جوازات سفر بولندية مزورة تحمل تسمية كاثوليكية، وساعد تاديوز رومر في اليابان.